# Дун Цзобинь
Дун Цзоби́нь (кит. 董作宾, пиньинь Dǒng Zuòbīn; 20 марта 1895, Наньян — 23 ноября 1963, Тайбэй) — китайский историк и археолог, специалист по древним гадальным костям.

## Биография

### Ранние годы
Дун Цзобинь родился 20 марта 1895 года в Наньяне (Хэнань, империя Цин) в семье владельца магазина. Получил традиционное образование, изучал конфуцианские каноны. В 1910 году поступил в среднюю школу, однако вскоре бросил её. Весной 1915 года по настоянию известного педагога Чжан Цзямоу Дун Цзобинь был снова принят в школу. Окончив с отличием, он остался преподавать там.
В подростковом возрасте у него появился интерес к искусству гравировки. Он часто посещал гравировальную мастерскую вблизи своего дома. Изучение различных техник резьбы и правил гравировки вызвало у Дун Цзобиня интерес к искусству вырезания печати.
В 1917 году Дун Цзобинь вместе с Чжан Цзямоу приехал в Кайфэн, где впервые получил доступ к гадательным костям. С тех пор у него появился научный интерес к их изучению. В 1922 году Дун Цзобинь приехал учиться в Пекин и при поддержке Чжан Цзямоу познакомился с некоторыми профессорами Пекинского университета. Тогда же он получил возможность прослушать курс лекций по лингвистике и снять копии с иньских гадательных костей. В 1923 году он поступил в Пекинский университет, чтобы изучать надписи на гадательных костях.

### Преподавательская и исследовательская деятельность
После окончания Пекинского университета Дун Цзобинь преподавал в университетах Хэнани и Фуцзяня. В 1927 году он приехал в Гуанчжоу, где остался работать в Университете им. Сунь Ятсена. В 1928 году оказавшись во время летних каникул в Аньяне, он обнаружил, что местные жители раскапывают и продают иньские гадательные кости. Тогда он настоял на проведении специальных раскопок в районе Аньяна. В октябре того же года Дун Цзобинь впервые нашёл 784 фрагмента иньских гадательных костей. После этого он ещё 15 раз участвовал в раскопках руин Инь в деревне Сяотунь (Аньян). Он также участвовал в раскопках Чэнцзя в Шаньдуне и открыл культуру Луншань.
Дун Цзобинь поступил в Институт истории и языка Академии Синика, был исследователем и приглашённым профессором Чикагского университета. Он регулярно участвовал в раскопках руин Инь, публиковал статьи и монографии. В 1932 году Дун Цзобинь опубликовал работу «Примеры исследования гадательных костей» (кит. 甲骨文时代研究例), где выделил десять критериев для идентификации письмен эпохи Инь. Он первым предложил десять критериев определения датировки гадательных костей. Руководил исследованиями генеалогии правителей Инь, системы иньских титулов, реликвий, обнаруженных в древних гробницах и т. д. Отредактировал и опубликовал «Книгу надписей из иньской столицы» (кит. 殷墟文字甲编), «Иньский календарь в гадательных надписях» (кит. 卜辞中所见之殷历), «Иньский календарь» (кит. 殷历谱). Во время японо-китайской войны (1937—1945) работал в Институте истории и языка в Чанша, Куньмине, Гуйлине.
В 1948 году Дун Цзобинь был избран первым академиком Академии Синика Китайской республики. В том же году он переехал на Тайвань, став там профессором древней китайской литературы и истории Национального тайваньского университета. В 1950 году вместе с коллегами основал журнал «Материковый Китай» (кит. 大陆杂志), тогда же занял должность директора Института истории и языка Академии Синика. После 1951 года он отредактировал и опубликовал «Календарь Западной Чжоу» (кит. 西周年历谱), «Второе издание надписей из иньской столицы» (кит. 殷墟文字乙编). В 1955 году по приглашению Гонконгского университета приехал в Гонконг, где начал работу в Институте восточной культуры Гонконгского университета. Вскоре стал почётным профессором исторического факультета Гонконгского университета.
Дун Цзобинь скончался 23 ноября 1963 года в Тайбэе.